# IC 809
IC 809 је елиптична галаксија у сазвјежђу Дјевица која се налази на листи објеката дубоког неба у Индекс каталогу.
Деклинација објекта је + 11° 45' 15" а ректасцензија 12h 42m 8,7s. Привидна величина (магнитуда) објекта IC 809 износи 13,2 а фотографска магнитуда 14,2. Налази се на удаљености од 13,4 милиона парсека од Сунца. IC 809 је још познат и под ознакама IC 3672, UGC 7863, MCG 2-32-184, CGCG 70-225, VCC 1910, PGC 42638.